# Sundeved
Sundeved é um município da Dinamarca, localizado na região sul, no condado de Sonderjutlândia.
O município tem uma área de 69 km² e uma  população de 5 298 habitantes, segundo o censo de 2005.